# Eva Schneider (Richterin)
Eva Schneider (geboren im 20. Jahrhundert) ist eine deutsche Richterin, die am Bundespatentgericht in München tätig war.

## Beruflicher Werdegang
Bevor Eva Schneider 1986 zur Richterin am Bundespatentgericht ernannt wurde, war sie Regierungsdirektorin. Sie schied 1990 auf eigenen Wunsch aus.